# توماس باخ
توماس باخ (بالألمانية: Thomas Bach)‏ هو مبارز ألماني سابق ورئيس اللجنة الأولمبية الدولية واللجنة الأولمبية الألمانية، وسوف تخلفه كريستي كوفنتري، التي انتخبت عن الدورة الحالية وسوف تتقلد المنصب في 24 يونيو 2025.

## روابط خارجية
- توماس باخ على موقع IMDb (الإنجليزية)
- توماس باخ على موقع مونزينجر (الألمانية)
- توماس باخ على موقع ديسكوغز (الإنجليزية)
- توماس باخ على موقع قاعدة بيانات الفيلم (الإنجليزية)
- توماس باخ على موقع اللجنة الأولمبية الدولية (الإنجليزية)
- توماس باخ على موقع أوليمبيديا (الإنجليزية)